# Entrada de Jaime VI em Edimburgo

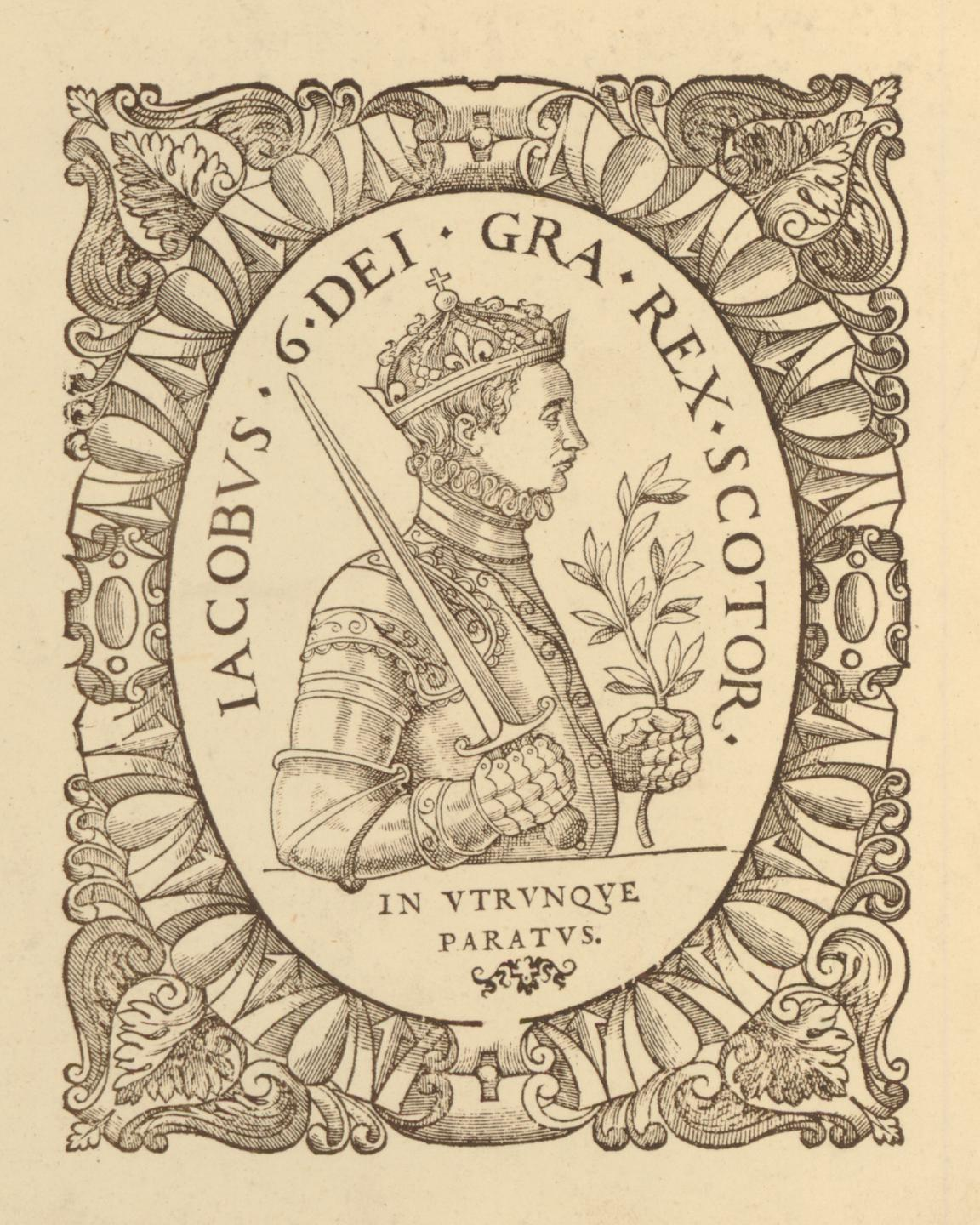
Jaime VI da Escócia em 1580

A Entrada Real em Edimburgo marcou a maioridade do rei Jaime VI da Escócia como governante adulto em 19 de outubro de 1579. O rei de 13 anos veio a Edimburgo para iniciar seu governo adulto, tendo passado a infância no Castelo de Stirling.
Uma entrada real era a maneira usual em toda a Europa de marcar um novo monarca, ou alguém fazendo sua primeira visita a uma cidade. Uma representação do astrólogo Ptolemeu sinalizou a transição de Jaime para a idade adulta, e ele recebeu as Honras da Escócia.

## Eventos
De acordo com David Moysie, Jaime VI deixou Stirling em 29 de setembro de 1579, apesar de uma tempestade. Ele almoçou em Dunipace e jantou no Palácio de Linlithgow, onde passou a noite, e chegou a Holyroodhouse na noite seguinte. A cidade alinhou a estrada com homens em armadura e uma saudação foi disparada do Castelo de Edimburgo.
Jaime chegou do Palácio de Dalkeith. A rota da procissão ia da Porta Oeste, para Overbow, Tolbooth, a St Giles Kirk, a cruz de mercado, o Salt Tron, o Nether Bow, a Cruz de Canongate e o Palácio de Holyrood. Os portões da cidade, os tolbooths de Edimburgo e o Canongate, e outros edifícios foram pintados de branco com cal, chamada de "calk". Os moradores ao longo da rota foram solicitados a pendurar as escadas externas com tapeçaria e "obras de Arras".
Na Porta Oeste, o rei foi recebido por 32 burgueses de Edimburgo, cujos nomes estão registrados, que carregavam um dossel feito de veludo roxo. John Shairp fez um discurso em latim. Houve um tableau vivant do Julgamento de Salomão. No Overbow, Cupido deu a Jaime as chaves da cidade. Cupido foi interpretado por um menino que desceu em um globo. No Tolbooth, quatro donzelas (provavelmente interpretadas por meninos) representavam Paz, Justiça, Abundância e Política, uma cena relacionada às quatro Virtudes Cardeais. Em St Giles, a Dama Religião convidou o rei para ouvir um sermão sobre o dever dos reis e o Salmo 21 foi cantado. Depois, na Cruz do Mercado, Baco compartilhou vinho. No Salt Tron, a genealogia da monarquia escocesa foi apresentada, talvez usando retratos. O horóscopo do rei foi descrito por um ator que interpretava Ptolemeu na Porta Netherbow. Na Cruz de Canongate, uma cena representava a abolição da autoridade do Papa na Escócia.
No Palácio de Holyrood, um novo alojamento foi preparado para o favorito do rei, Esmé Stewart, próximo ao apartamento real. Um campo de torneio ou pista de areia para "correr no ringue" foi construído em Holyroodhouse. As celebrações continuaram no Palácio de Dalkeith, hospedadas pelo antigo regente Morton.

## O relato do evento em escocês
Um breve relato dos eventos ocorre na crônica The historie and life of King James the Sext, escrita em escocês médio;
Na Porta Velha de Edimburgo, ele foi ressuscitado pelos Magistrados do reino sob um pomposo véu de veludo roxo. Aquela porta lhe apresentou a sabedoria de Salomão, como está escrito no terceiro capítulo do primeiro livro dos Reis : Ou seja, o Rei Salomão foi representado pelas tuas mulheres que disputam a criança. Feito isso, elas apresentaram ao Rei, a espada para uma mão e o cetro para a outra.
E enquanto ele caminhava para o interior da cidade, na rua que sobe para o castelo, havia uma antiga porta, ao mesmo tempo em que pendia um curioso globo, que se abriu artificialmente quando o rei passou, onde estava um jovem rapaz que desceu artesanalmente, apresentando as chaves da cidade para sua majestade, que eram todas feitas de prata fina e maciça; e este presente estava reservado para ser um de seus honoráveis conselheiros sob seu comando. Durante este espaço, a Dama Música e seus alunos exercem sua arte com grande melodiosidade. Então, em seu discernimento, quando ele veio fomentar a casa da Justiça, eles mostraram-se a ele, quatro galantes senhoras vertentes; a saber, Paz, Justiça, Plenitude e Política; e outro deles tinha uma oração para sua Majestade.
Depois, quando ele chegou à igreja colegiada principal, a Dama Religião se mostrou, desejando sua presença, enquanto ele então obedeceu ao entrar na igreja; onde o pregador chefe da época fez uma notável exortação a ele, para abraçar a Religião e todas as suas virtudes cardeais, e todas as outras virtudes morais. Depois, ele foi mais longe e fez progressos até a Cruz do Mercado, onde viu Baco com sua magnifica liberalidade e fartura, distribuindo seu licor a todos os passantes e recebedores, em sua aparência como era agradável de ver. Um pouco abaixo há um lugar de mercado de sal, onde foi escrita a genealogia dos reis da Escócia, e um número de trombetas soando melodias e clamando em alta voz: "Bem-aventurados os reis".
Na porta leste foi erguida a conjunção dos planetas, pois eles guerreiam em seus graus e lugares no tempo da feliz natividade de Sua Majestade, e a mesma vida representa a assistência do Rei Ptolomeu : E, além disso, as ruas da colina estavam repletas de flores; e a fachada das ruas, enquanto o rei passava, estava toda decorada com tapeçarias magníficas, com belas histórias e com as estátuas de homens e mulheres nobres. E assim ele passou da cidade de Edimburgo para seu palácio em Halyruidhous.

## O armário de prata
O rei recebeu um armário de prata dourada feito pelos ourives de Edimburgo Edward Hart, Thomas Annand, George Heriot, Adam Craig e William Cokky. Foi avaliado em 1000 marcos ingleses. Isso incluía uma bacia e uma pia, dois frascos, seis xícaras e tampas, quatro castiçais, um sal, uma salva de prata e uma dúzia de pratos de prata.
William Fairlie foi convidado a supervisionar o douramento da prata em 8 de outubro e ajudar Henry Nesbit a fazer uma conta das despesas. O rico comerciante e "Customar" de Edimburgo Robert Gourlay, um apoiador do regente Morton, reclamou ao Conselho Privado da Escócia quando lhe pediram para contribuir com £30.

## Reparos no Palácio de Holyrood
Um relato de reparos e obras de construção no Palácio de Holyrood em agosto e setembro de 1579 sobreviveu. As obras foram supervisionadas por William MacDowall, o Mestre Real de Obras. É feita menção à colocação de ardósia no telhado de uma "Casa Dançante", carpinteiros que fizeram um grande baú para a despensa do rei, envidraçamento da câmara para "Lorde Lennox", e um pavimento na capela. Novos cômodos foram feitos para William Murray e para Jerome Bowie, Mestre da Adega. George Wallace ou Vallance e seu operário rebocaram o antigo salão, a capela e a galeria, e pintaram a casa do conselho com tinta de têmpera de giz. As mulheres trabalhavam limpando as câmaras na torre, o antigo salão, a galeria e o pátio interno. Seus salários eram de dois xelins por dia.